# Godofredo de Sergines
Godofredo de Sergines, también llamado Sargines (alrededor de 1205 – abril de 1269 en Acre) fue un caballero francés y temporalmente senescal y regente (bailío) del Reino de Jerusalén.
Godofredo procedía de la familia de los señores de Sergines (departamento de Yonne) y era un vasallo del duque Hugo I de Châtillon. Con su permiso [el de Hugo], en 1235 se convirtió en vasallo del rey Luis IX. Hacia esa misma época, su hermano, Pedro de Sergines, fue nombrado arzobispo de Tiro y Godofredo lo siguió a Tierra Santa. Después de regresar a su hogar en 1244, se convirtió en un respetado caballero de la corte real. El cronista Jean de Joinville lo contaría más tarde, junto a Teobaldo de Marly, Felipe de Nanteuil y Humberto de Beaujeu, entre los prudhommes chevaliers (caballeros valientes).